# Aspis (1905)
Aspis (grekiska: Τ/Β Ασπίς, "sköld") var en grekisk jagare som tjänstgjorde i grekiska flottan 1907-1945. Fartyget, tillsammans med hennes tre systerfartyg i Niki-klassen, beställdes från Tyskland 1905 och byggdes på skeppsvarvet Vulcan i Stettin.
Under första världskriget gick Grekland sent in i kriget på trippelententens sida och på grund av Greklands neutralitet beslagtogs de fyra fartygen i Niki-klassen av de allierade i oktober 1916. De togs över av fransmännen i november och tjänstgjorde i franska flottan 1917-18. År 1918 var de tillbaka på eskorttjänst under grekisk flagg, främst i Egeiska havet.
Aspis deltog i grek-turkiska kriget (1919–1922) i Marmarasjön och Egeiska havet. 
Efter kriget renoverades Aspis 1925-1927. Hon deltog också under andra världskriget, först då hon transporterade materiel i Joniska havet. Efter överlevt den tyska invasionen i april 1941 tjänstgjorde Aspis tillsammans med Royal Navy och var då baserad i Alexandria, Egypten. Efter andra världskrigets slut utrangerades hon år 1945.